# Mei Foo (stacja MTR)
Mei Foo (chiński: 美孚) – jedna ze stacji MTR, systemu szybkiej kolei w Hongkongu, na Tsuen Wan Line i Tuen Ma Line. Została otwarta 17 maja 1982. 
Znajduje się w obszarze Lai Chi Kok.